# Comté de Saint Mary
Le comté de Saint Mary (anglais : Saint Mary's County) est un comté de l'État du Maryland aux États-Unis. Il est situé dans le sud de l'État, sur le fleuve Potomac. Le comté est nommé en l'honneur de Marie de Nazareth. Son siège est à Leonardtown. Selon le recensement de 2020, sa population est de 113 777 habitants.
La Naval Air Station Patuxent River se situe dans ce comté.

## Géographie
Le comté a une superficie de 1 980 km2, dont 935 km2 de terres.

## Démographie

### Comtés adjacents
- Comté de Calvert (nord-est)
- Comté de Charles (nord-ouest)